# لمين مرباح
لمين مرباح واسمه بالكامل محمد الأمين مرباح هو مخرج جزائري من مواليد 28 يوليو 1946 في تيغنيف (ولاية معسكر) في الجزائر. أنتج وأخرج عددًا من الأفلام والمسلسلات والأفلام الوثائقية، أشهرها بدون جذور وراضية والمهمة.

## دراسته
تابع مرباح دراسته الابتدائية في مسقط رأسه قصر شلالا (ولاية تيارت) ودراسته الثانوية في مدرسة بن شنب الثانوية (ولاية المدية). ثم التحق بالمعهد الوطني للسينما بين عامي 1964 و1967 وتدرب عملياً في التلفزيون البولندي في 1968. كما حصل على بكالوريوس في علم الاجتماع عام 1973 من جامعة الجزائر.

## حياته المهنية
منذ 1970، يعمل لمين مرباح في الشركة الوطنية للنشر والتوزيع وكمنتج للبث الإذاعي الجزائري.
في 1988، أصبح المدير العام للشركة الوطنية للإنتاج السمعي البصري حتى 1995، عندما مرض واضطر إلى البقاء في الفراش لسنوات عديدة. في 2002، أدار لمين الكاميرا لإخراج المسلسل التلفزيوني «المرآة المكسورة». وفي 2003، أنشأ شركته «الأمين للإنتاج السينمائي» التي وقع من خلالها على العديد من الإنتاجات (المسلسلات والأفلام السينمائية والأفلام الوثائقية وما إلى ذلك).

## حياته الخاصة
لمين مرباح متزوج وعنده ثلاثة أولاد. وهو أيضًا نجل مولاي مرباح، أحد رموز الحركة الوطنية الجزائرية.

## أفلامه

### الأفلام القصيرة
- الماء للجميع (1968)
- السكن والموئل
- ضحايا الحرب
- المكفوفين

### الأفلام الطويلة
| السنة | الفيلم               | عمله بها | عمله بها     | عمله بها | عمله بها |
| السنة | الفيلم               | مخرج     | كاتب سيناريو | منتج     |          |
| ----- | -------------------- | -------- | ------------ | -------- | -------- |
| 1969  | المنتصر              | نعم      | نعم          |          |          |
| 1971  | المهمة               | نعم      | نعم          |          |          |
| 1971  | ياتس                 | نعم      | نعم          |          |          |
| 1972  | المفسدون             | نعم      | نعم          |          |          |
| 1973  | الميداليات           | نعم      | نعم          |          |          |
| 1974  | شعبية                | نعم      | نعم          |          |          |
| 1975  | الثوار               | نعم      | نعم          |          |          |
| 1976  | بدون جذور (بني هندل) | نعم      | نعم          |          |          |
| 1983  | كلام                 | نعم      | نعم          |          |          |
| 1985  | من أعماق القلب       | نعم      | نعم          |          |          |
| 1992  | راضية                | نعم      | نعم          |          |          |
| 2005  | أمين بعيني طفل       | نعم      | نعم          | نعم      |          |
| 2008  | لخضر والبيروقراطي    |          | نعم          | نعم      |          |

### المسلسلات الدرامية
- 2003: المرآة المكسورة
- 2005: المفقودة
- 2008: دارنا القديمة[3]

### الأفلام الوثائقية
- حيوانات الصحراء
- السهوب
- المركبات الصناعية
- الأكاديمية العسكرية
- 3 أفلام وثائقية سياحية (جزائرية ليبية)
- 2009: أفريقيا، من الظلام إلى النور[4]
- 2011: الشيخ الإمام محمد بن يوسف السنوسي التلمساني الأشعري[5]

## وصلات خارجية
- لمين مرباح في قاعدة بيانات الأفلام على الإنترنت
- Site consacré à Ksar Chellala (ville et histoire)
- Biographie - Africutlure
- Filmographie de Lamine Merbah sur Livrescq